# Rhondia formosa
Rhondia formosa là một loài bọ cánh cứng trong họ Cerambycidae.